# Otto VIII. von Wittelsbach

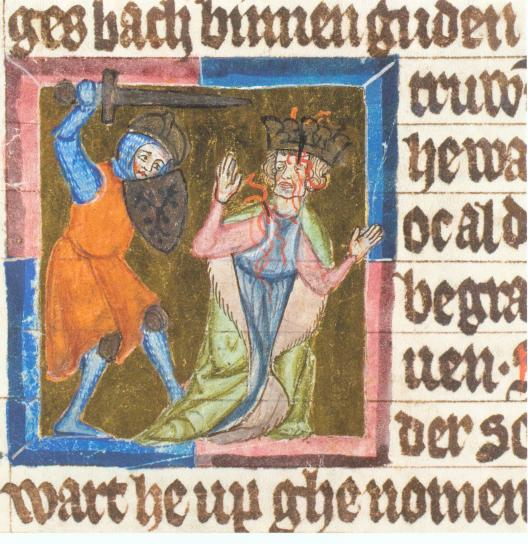
Pfalzgraf Otto von Wittelsbach erschlägt Philipp von Schwaben. Miniatur aus der Sächsischen Weltchronik, Norddeutschland, erstes Viertel des 14. Jahrhunderts, Berlin, Staatsbibliothek Preußischer Kulturbesitz, Ms. germ. fol. 129, fol. 117v

Otto VIII. von Wittelsbach (* vor 1180; † 7. März 1209 in Oberndorf) war von 1189 bis 1208 der Pfalzgraf von Bayern aus einem Nebenzweig des bayerischen Herzogshauses Wittelsbach sowie Herr auf der Burg Wittelsbach. In Erinnerung blieb er in erster Linie durch den Mord an Philipp von Schwaben – den ersten an einem amtierenden römisch-deutschen König.

## Herkunft
Otto VIII. war der Sohn Ottos VII. (Pfalzgraf von Bayern; † 18. August 1189). Dessen Bruder war Otto I., der 1180 als erster Wittelsbacher Herzog von Bayern wurde. 
Seine Mutter war möglicherweise Gräfin Benedikta von Donauwörth (1135–1182).
Ein weiterer Bruder des alten Pfalzgrafen war Konrad von Wittelsbach, der als Konrad I. von 1162 bis 1165 und erneut von 1183 bis 1200 Erzbischof von Mainz bzw. als Konrad III. von 1177 bis 1183 Erzbischof von Salzburg war. Der Cousin von Otto VIII. war der bayerische Herzog Ludwig I. der Kelheimer.
Otto VIII. wird erstmals 1193 als Nachfolger seines Vaters in der bayerischen Pfalzgrafschaft erwähnt. Er erscheint in den folgenden Jahren jedoch kaum in den Quellen.

## Der Königsmord
Weltpolitische Bedeutung erlangte Otto VIII. von Wittelsbach, als er am 21. Juni 1208 in Bamberg den deutschen König Philipp von Schwaben ermordete. An diesem Tag fand die Hochzeit zwischen Philipps Nichte Beatrix (der Erbtochter von Otto I. von Burgund) und Herzog Otto VII. von Andechs-Meranien statt. Getraut wurde das Paar von Bischof Ekbert von Bamberg, der ein Bruder des Bräutigams war. Während Philipp seine Mittagsruhe hielt, suchte Otto VIII. unangemeldet um eine Audienz bei ihm nach. Der König gewährte das Ansinnen, worauf Otto sein Schwert zog und Philipps Halsschlagader aufschlitzte. Nach dem Mord flüchtete Otto.
Am 7. März 1209 wurde er als Vogelfreier in Oberndorf bei Kelheim durch den Reichsmarschall Heinrich von Kalden gestellt und getötet. Der Kopf des Toten wurde in die Donau geworfen, der Leichnam jahrelang in einem Fass aufbewahrt. Mönche aus dem Kloster Indersdorf entwendeten schließlich das Fass und bestatteten den Leichnam auf dem Klostergelände.

### Motiv
1203 hatte Philipp seine einjährige Tochter Kunigunde mit Otto VIII. von Wittelsbach verlobt. Philipp hielt sich jedoch nicht an diese Vereinbarung und einigte sich 1207 mit dem böhmischen König Ottokar I. über die Verlobung der inzwischen fünfjährigen Prinzessin mit dessen zweijährigem Sohn und Nachfolger Wenzel I. Es wird angenommen, dass Otto als Vergeltung den König ermordete. Vielleicht erwartete der Wittelsbacher am Tag der Hochzeit zwischen Philipps Nichte Beatrix und Herzog Otto VII. von Andechs-Meranien von Philipp ein Einlenken oder die Zustimmung zu einer Verlobung mit einer der anderen drei Töchter des Königs (Beatrix die Ältere, Maria und Beatrix die Jüngere).

### Folgen
Philipps Witwe, die schwangere Königin Irene (* vor 1180, Tochter des byzantinischen Kaisers Isaak II. Angelos), flüchtete auf die Burg Hohenstaufen und erlitt eine Fehlgeburt. An den Folgen der Fehlgeburt verstarb sie am 27. August 1208. Sie hinterließ vier Töchter im Alter von drei bis zehn Jahren. Mit dem späteren Kaiser Friedrich II. gab es somit nur noch einen männlichen Staufer.

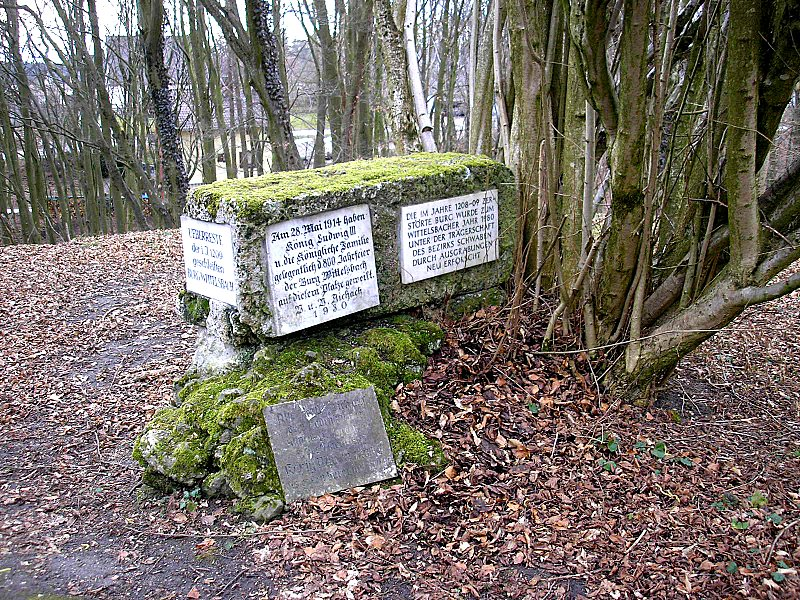
Gedenkstein für die Burg Wittelsbach, die nach Ottos Tod 1209 geschleift worden sein soll.

Die staufische Partei wandte sich dem Welfen Otto IV. zu, der von 1208 bis 1212 als König und Kaiser Alleinherrscher im Reich war. Als erster Parteigänger der Staufer wechselte der bayrische Herzog Ludwig I. der Kelheimer, ein Cousin Ottos von Wittelsbach, in das Lager Kaiser Ottos IV. Nachdem Pfalzgraf Otto VIII. geächtet und 1209 erschlagen worden war, soll Herzog Ludwig dessen Burg Wittelsbach, den namensgebenden Stammsitz seiner eigenen Familie, selbst haben schleifen lassen. Archäologische Untersuchungen ergeben jedoch als wahrscheinlicher, dass die Burg aufgegeben und allmählich zur Gewinnung von Baumaterial abgetragen wurde. Es gelang dem Herzog aber auch, Kaiser Otto IV. davon zu überzeugen, dass nicht nur sein Cousin, der Pfalzgraf Otto, sondern auch Bischof Ekbert von Bamberg aus dem Hause Andechs-Meranien das Bamberger Attentat mitgeplant und ausgeführt habe. Ludwig konfiszierte daraufhin die Güter der Familie Andechs-Meranien in Bayern. Diese Güter behielt Ludwig auch, nachdem seine Behauptung sich eindeutig als falsch erwiesen hatte. Des Weiteren bestätigte Kaiser Otto IV. Ludwig die Erblichkeit seiner Würde als Herzog von Bayern. 
In Ottos Sterbeort Oberndorf wurden ein Weg und ein kleiner Platz nach ihm benannt. An letzterem erinnert seit 2002 ein Gedenkstein an Ottos Hinrichtung.